# Фінтан Магі
Фінтан Магі  (Финтен Маґі)— австралійський вуличний митець, відомий завдяки розписам у Квінсленді і пізніше у Новому Південному Уельсі.
Магі народився у Лісморі. Виріс в Іпсвічі і заробив репутацію графітчика перед здобуттям ступеня з Вишуканих мистецтв і переїзду до Сіднея. Він отримав схвалення на національному рівні за свою фреску, що зображує Фелікса Баумгартнера у Брисбені. Згадуваний як «австралійський Бенксі», Магі впізнаваний серед інших митців через відсутність політичного підтексту і за свій гумор.
Разом з іншими відомими вуличними митцями з усієї Австралії Магі долучився до фестивалю графіті у Тувумбі, який мав на меті замінити нелегальні графіті і прикрасити голі стіни міста.
У червні 2015 року митець створив фреску, присвячену проблемам екології у Києві., а в липні — фреску «Гімнастка» на честь Анни Різатдінової, чемпіонки світу з художньої гімнастики. Вона прикрашає будинок на вулиці Стрілецькій. Стінопис «Гімнастка» з'явився завдяки підтримці Костянтина Жуковського.

## Галерея

Мурал «Гімнастка», Київ, вул. Стрілецька, 12, 2015
Мурал «Переправа», Київ, вул.  Волоська, 19/22, 2015
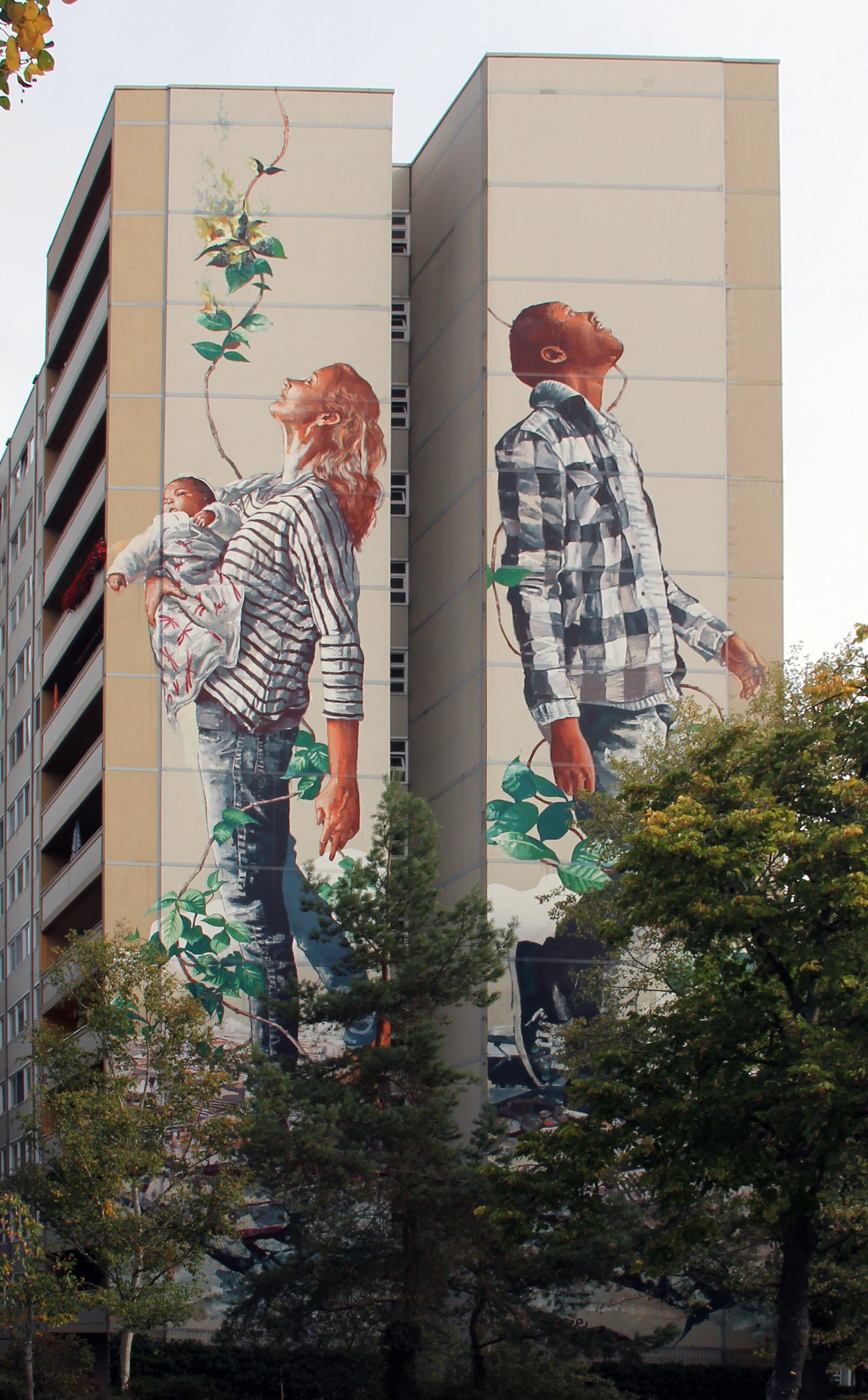
Мурал «Мирне літо», Берлін, 2015
Мурал «Провидець», Київ, вул. Закревського, 1/2, 2016
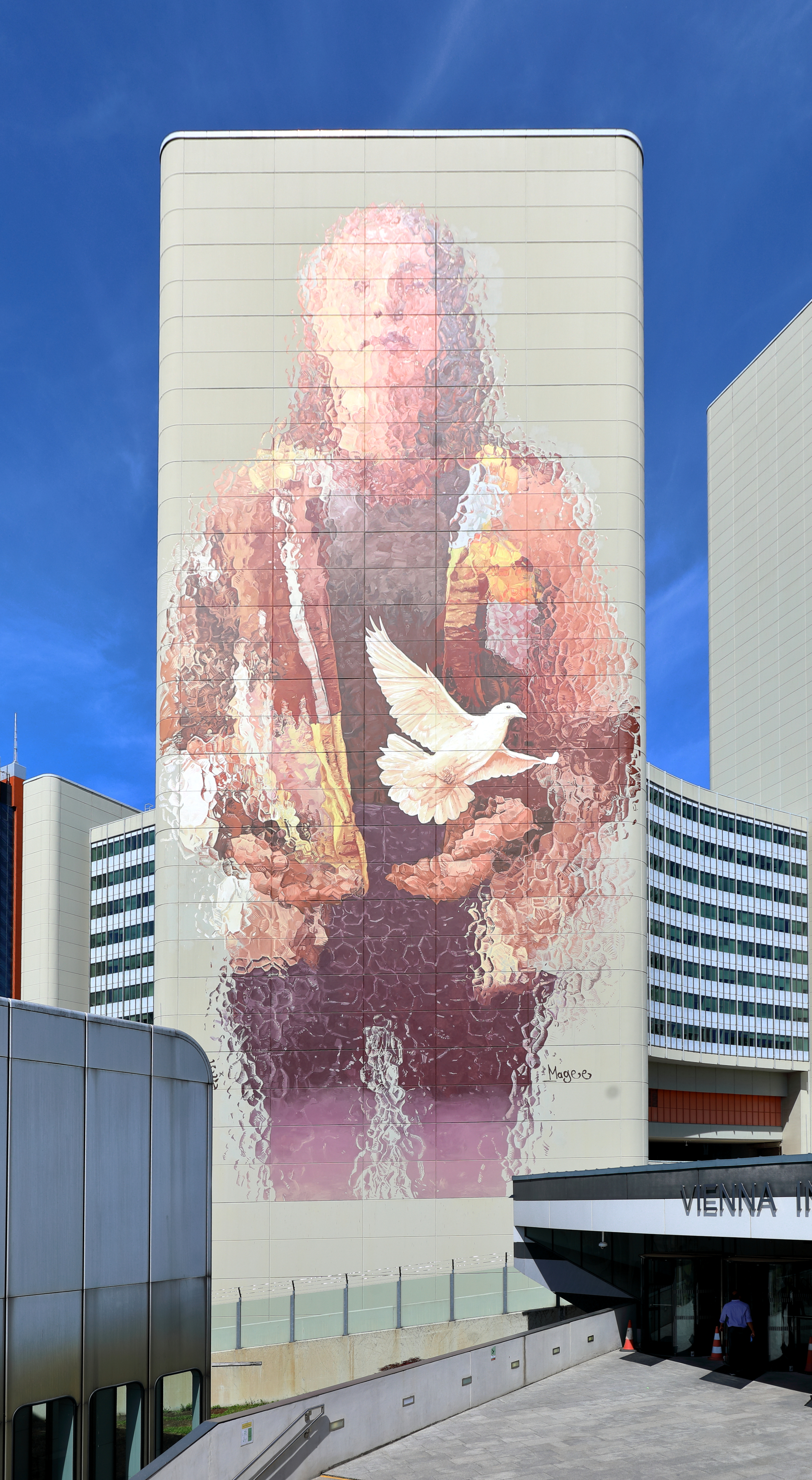
Мурал у Віденському міжнародному центрі, 2024